# Tarso de Castro
Tarso de Castro (Passo Fundo, 11 de setembro de 1941 — São Paulo, 20 de maio de 1991) foi um dos grandes jornalistas brasileiros dos anos 1960, 1970 e 1980.
É filho do diretor e consolidador do jornal O Nacional, de Passo Fundo, Múcio de Castro. Foi o criador do caderno Folhetim da Folha de S.Paulo. Foi também um dos fundadores do polêmico jornal O Pasquim, do qual foi editor por 80 edições, juntamente com Jaguar, Sérgio Cabral, Luiz Carlos Maciel, dentre outros. O jornalista Tom Cardoso escreveu sua biografia, Tarso de Castro -75 kg de Músculos e Fúria, lançada em 2005 pela editora Planeta.
Tarso de Castro era alcoólatra e não admitia se tratar, e morreu de cirrose hepática aos 49 anos de idade.
Foi pai do comediante João Vicente de Castro.

## Frases
[carece de fontes?]
- Viver é fácil. A dor é apenas o intervalo para fumar.
- Perdi 25 milhas. Por sorte, não as tinha.
- Devo ter todos os defeitos possíveis, mas faço questão de exercer minhas virtudes.
- É preciso ter amigos, mas poucos.
- Além da vida não tem explicação, vivo o presente !